# Arturo Cucciolla
Arturo Cucciolla (Bari, 21 gennaio 1948 – Bari, 19 agosto 2021) è stato un architetto italiano.

## Biografia
Arturo Cucciolla nacque a Bari nel 1948. Si laureò nel 1972 presso la Facoltà di architettura dell'Università di Roma; intraprese subito la carriera universitaria divenendo poi professore incaricato di storia dell'architettura contemporanea e laboratorio progettuale nella 1ª Facoltà di ingegneria del Politecnico di Bari. 
Personaggio di spiccata personalità, caratterizzato dal suo costante impegno nel mondo politico, convinto antifascista, esercitò prevalentemente la propria professione nella realizzazione di opere al servizio della collettività. Fu convinto sostenitore della necessità di unire i grandi temi dell'architettura agli aspetti sociali. I grandi dibattiti sulla pianificazione del territorio, sulla riqualificazione e recupero urbano, sul restauro e riuso di aree dismesse lo vedono protagonista. La sua attività e il suo impegno civile confluirono, tra l'altro, nelle pagine de la Repubblica con cui collaborò a lungo e nelle fotografie che accompagnano tutta la sua carriera.
Intensa la sua attività di progettazione: una vasta gamma di soluzioni nel riuso e recupero dei tessuti urbani; la progettazione di nuovi pezzi di città che non siano semplici addizioni ma modificazioni inserite in una trama continua di storia e di coerenze complesse; la realizzazione di un'edilizia residenziale, in massima parte commissionata da enti pubblici, che attraverso l'uso di materiali e di un "universo cromatico vivace e solare", dia agli edifici i connotati di un "carattere spiccato – loro proprio" pur dovendo sottostare a preesistenze planovolumetriche e regole socio economiche.

## Opere

### Architettura
Principali progetti:
- Riqualificazione e recupero urbano del centro storico di Bari
- Piano di edilizia popolare di Bari-Enziteto
- Riqualificazione e valorizzazione della piazza del Ferrarese e della Muraglia a Bari Vecchia
- Riqualificazione e valorizzazione della piazza Vittorio Emanuele II a Monopoli
- Riqualificazione e valorizzazione della piazza Carabellese a Bari
- Restauro e riuso della Facoltà di Lingue e Letterature straniere dell'Università di Bari
- Progetto per il Centro polifunzionale didattico-amministrativo della Facoltà di Medicina Policlinico di Bari
- Progetto per la nuova sede CGIL Regionale quartiere Stanic di Bari
- Progetto per il nuovo complesso chirurgico e dell'emergenza Asclepios nel Policlinico di Bari.

### Pubblicazioni
- A. Cucciolla, Bari: questione urbana e piano regolatore, s.e., Bari, 1977.
- D. Borri- A. Cucciolla- D. Morelli, Questione urbana e sviluppo edilizio. Il caso di Bari, Dedalo, Bari, 1980.
- A. Cucciolla, La formazione del Bauhaus. Architettura in Germania tra 800 e 900, Edipuglia, Bari, 1984.
- A. Cucciolla, Bauhaus: lo spazio dell'architettura, Edipuglia, Bari, 1984.
- A. Cucciolla, Urbanistica: verso il governo della complessità. La città fra espansione e riuso, s.e., Bari, 1988.
- A. Cucciolla, La città vecchia di Bari. Un problema di recupero e riuso, s.e., Bari, 1994.
- A. Cucciolla-M. Di Marzo-F.Zezza, Recupero delle mura di S.Scolastica nella città vecchia di Bari, s.e., Bari 2003.
- A. Cucciolla, Vecchie città-città nuove: Concezio Petrucci 1926-1946, Dedalo, Bari, 2006.

## Archivio
Il fondo Arturo Cucciolla è conservato presso l'Archivio di Stato di Bari.